# Liste der Straßennamen von Hof

Wappen der Stadt Hof

Die Liste der Straßennamen von Hof bietet eine Übersicht über die Straßennamen der oberfränkischen Stadt Hof.

## Liste der Straßen und Plätze
| Name                            | Namensherkunft | Lage                     |
| ------------------------------- | --- | ------------------------ |
| Absolviagasse                   | Schülerverbindung Absolvia in Hof                                                                                                  | Neustadt                 |
| Adalbert-Stifter-Straße         | Adalbert Stifter | Christiansreuth          |
| Admiral-Scheer-Straße           | Admiral Reinhard Scheer | Münsterviertel           |
| Äußere Bayreuther Straße        | Bayreuth | Münsterviertel           |
| Alberichweg                     | Alberich (Mythologie) | Studentenberg            |
| Albertweg                       | | Hofeck                   |
| Albert-Einstein-Straße          | Albert Einstein | Hochschulviertel         |
| Albert-Lortzing-Straße          | Albert Lortzing | Münsterviertel           |
| Alexander-Mitscherlich-Straße   | Alexander Mitscherlich | Krötenbruck              |
| Alexander-von-Humboldt-Straße   | Alexander von Humboldt | Krötenbruck              |
| Alfons-Goppel-Platz             | Alfons Goppel | Hochschulviertel         |
| Alsenberg                       | | Otterberg                |
| Alsenberger Straße              | | Bahnhofsviertel          |
| Alte Gärtnerei                  | | Geigengrund              |
| Alte Helmbrechtser Straße       | Helmbrechts | Wölbattendorf            |
| Alte Plauener Straße            | Plauen | Theresienstein           |
| Alter Seligenweg                | | Vorstadt                 |
| Alter Torweg                    | | Bahnhofsviertel          |
| Altstadt                        | Altstadt | Altstadt                 |
| Am Auengrund                    | | Unterkotzau              |
| Am Bahnbetriebswerk             | Bahnbetriebswerk Hof | Bahnhofsviertel          |
| Am Breiten Rasen                | | Geigengrund              |
| Am Bürgerheim                   | Ansässiges ehemaliges Altenheim, nun in der Hand der Hospitalstiftung Hof                                                          | Neuhof                   |
| Am Fröhlichenstein              | bis 1836 Name des Theresienstein                                                                                                   | Theresienstein           |
| Am Eisteich                     | benannt nach dem Eisteich | Theresienstein           |
| Am Geigengrund                  | Flurname nach dem nahe gelegenen Gut Geigen                                                                                        | Geigengrund              |
| Am Güterbahnhof                 | Güterbahnhof | Anspann                  |
| Am Gut Sachs                    | Rittergut Sachs | Krötenbruck              |
| Am Hang                         | | Otterberg                |
| Am Hohen Münster                | | Münsterviertel           |
| Am Kulm                         | Hügel Kulm | Osseck                   |
| Am Leimitzanger                 | | Leimitz                  |
| Am Lindenbühl                   | | Moschendorf              |
| Am Milchhof                     | Straße am ehemaligen Standort des Hofer Milchhofes                                                                                 | Vogelherd                |
| Am Münstergrund                 | | Münsterviertel           |
| Am Otterberg                    | Hügel Alsen- bzw. Otterberg | Moschendorf              |
| Am Saaleufer                    | | Unterkotzau              |
| Am Schafhübel                   | | Hofeck                   |
| Am Schellenberg                 | | Hofeck                   |
| Am Schießplatz                  | | Jägersruh                |
| Am Schollenteich                | | Anspann                  |
| Am Silberberg                   | | Hofeck                   |
| Am Sonnenbühl                   | | Unterkotzau              |
| Am Studentenberg                | | Studentenberg            |
| Am Wartturm                     | Wartturm | Jägersruh                |
| Am Wiesengrund                  | | Moschendorf              |
| Am Winkel                       | | Wölbattendorf            |
| Am Zelch                        | | Vogelherd                |
| Amselsteig                      | Amsel, Vogelart | Vogelherd                |
| An den Mühlwiesen               | | Moschendorf              |
| An der Filzfabrik               | | Moschendorf              |
| An der Galgenleite              | Galgenleite | Fabrikvorstadt           |
| An der Hohensaas                | | Hohensaas                |
| An der Joerdensanlage           | | Wartturmviertel          |
| An der Michaelisbrücke          | | Hochschulviertel         |
| An der Moschenmühle             | | Moschendorf              |
| An der Stadtgärtnerei           | | Theresienstein           |
| Andreasweg                      | | Wartturmviertel          |
| Anspannweg                      | | Anspann                  |
| Anton-Bruckner-Straße           | Anton Bruckner | Münsterviertel           |
| Ascher Straße                   | Straße nach Asch (Aš) | Fabrikvorstadt           |
| Auenweg                         | | Studentenberg            |
| August-Horch-Straße             | August Horch | Anspann                  |
| August-Mohl-Straße              | nach August Mohl, Direktor der Hofer Elektrizitätswerke                                                                            | Münsterviertel           |
| Auguststraße                    | | Neustadt                 |
| Bachstraße                      | nach einem unter der Straße verlaufenden Bach                                                                                      | Westend                  |
| Bahngelände                     | | Bahnhofsviertel          |
| Bahnhofsplatz                   | Hof Hauptbahnhof | Bahnhofsviertel          |
| Bahnhofstraße                   | führt zum Bahnhof | Bahnhofsviertel          |
| Bayreuther Straße               | Bayreuth | Westend                  |
| Beerbühlstraße                  | | Wölbattendorf            |
| Beethovenstraße                 | Ludwig van Beethoven | Krötenbruck              |
| Bergäckerstraße                 | | Krötenbruck              |
| Bergstraße                      | | Bahnhofsviertel          |
| Berliner Platz                  | Berlin | Geigengrund              |
| Bernd-Hering-Straße             | Bernd Hering | Otterberg                |
| Bernhard-Lichtenberg-Platz      | Bernhard Lichtenberg | Altstadt                 |
| Biengässchen                    | wohl ursprünglich „Beingässchen“ nach dem dortigen Friedhof der Lorenzkirche                                                       | Altstadt                 |
| Birkenweg                       | Birke, Baumart | Hochschulviertel         |
| Birkigtweg                      | | Osseck                   |
| Bismarckstraße                  | Otto von Bismarck | Bahnhofsviertel          |
| Bleichweg                       | | Theresienstein           |
| Blücherstraße                   | Gebhard Leberecht von Blücher, preußischer Generalfeldmarschall                                                                    | Münsterviertel           |
| Blumenstraße                    | | Jägersruh                |
| Breslaustraße                   | Breslau, jetzt: Wrocław | Hochschulviertel         |
| Brüder-Grimm-Straße             | Brüder Grimm | Krötenbruck              |
| Brunhildweg                     | Brünhild, Figur aus der Nibelungensage                                                                                             | Studentenberg            |
| Brunnenplatz                    | | Leimitz                  |
| Brunnenstraße                   | | Westend                  |
| Buchenweg                       | Buche, Baumart | Unterkotzau              |
| Bühlstraße                      | | Leimitz                  |
| Bürgerstraße                    | | Neustadt                 |
| Bussardweg                      | Bussarde, Vogelart | Vogelherd                |
| Carl-Benz-Straße                | Carl Benz | Anspann                  |
| Carl-Orff-Straße                | Carl Orff | Münsterviertel           |
| Christian-Keißler-Weg           | Christian Keißler kam mit seinen Söhnen bei einem Unglück in einem Bergwerkstollen unterhalb des Wartturms ums Leben               |                          |
| Christiansreuther Straße        | führt zum Dorf Christiansreuth | Wartturmviertel          |
| Christoph-Klauß-Straße          | Christoph Klauß, Türmer der Michaeliskirche, der mit seiner Frau beim Stadtbrand von 1823 umkam                                    | Fabrikvorstadt           |
| Clara-Schumann-Straße           | Clara Schumann | Hofeck                   |
| Damaschkestraße                 | Adolf Damaschke | Krötenbruck              |
| Danzigstraße                    | Danzig | Hochschulviertel         |
| Döbereinerstraße                | Johann Wolfgang Döbereiner | Hochschulviertel         |
| Döberlitzer Straße              | Straße nach Döberlitz | Jägersruh                |
| Dohlensteig                     | Dohle, Vogelart | Vogelherd                |
| Donnbergstraße                  | | Leimitz                  |
| Dr.-Arnheim-Straße              | Fischel Arnheim, 1863 Ehrenbürger der Stadt Hof                                                                                    | Hohensaas                |
| Dr.-Bonhoeffer-Straße           | Dietrich Bonhoeffer, bedeutender Theologe und Widerstandskämpfer                                                                   | Hochschulviertel         |
| Dr.-Ebert-Straße                | Friedrich Ebert, Oberstudiendirektor und Stadthistoriker                                                                           | Hochschulviertel         |
| Dr.-Enders-Straße               | Michael Enders, Arzt und Wohltäter der Armen in Hof                                                                                | Neuhof                   |
| Dr.-Scheiding-Straße            | Dr. Gottlieb Scheiding, Arzt und Hofrat                                                                                            | Hofeck                   |
| Dr.-Vießmann-Straße             | Hans Vießmann | Unterkotzau              |
| Dr. Wirth-Platz                 | Johann Georg August Wirth | Neustadt                 |
| Drosselsteig                    | Drosseln, Vogelart | Vogelherd                |
| Eduard-Mörike-Straße            | Eduard Mörike | Krötenbruck              |
| Egerländer Weg                  | Egerland | Krötenbruck              |
| Eichelbergweg                   | Berg im Stadtgebiet | Leimitz                  |
| Eichendorffstraße               | Joseph von Eichendorff | Krötenbruck              |
| Elsternsteig                    | Elster, Vogelart | Vogelherd                |
| Emil-von-Behring-Straße         | Emil von Behring | Krötenbruck              |
| Emilie-Mayer-Straße             | Emilie Mayer | Münsterviertel           |
| Enoch-Widman-Straße             | Enoch Widmann | Hochschulviertel         |
| Eppenreuth                      | Ortsteil Eppenreuth | Eppenreuth               |
| Eppenreuther Mühle              | | Eppenreuth               |
| Eppenreuther Straße             | Straße zum Ortsteil Eppenreuth | Krötenbruck              |
| Epplas                          | Ortsteil Epplas | Epplas                   |
| Epplasmühle                     | | Epplas                   |
| Epprechtsteinstraße             | Epprechtstein | Moschendorf              |
| Erich-Kästner-Straße            | Erich Kästner | Krtöenbruck              |
| Erlalohe                        | Flurname | Wartturmviertel          |
| Erlhof                          | | Otterberg                |
| Erlhofer Straße                 | | Moschendorf              |
| Ernst-Reuter-Straße             | Ernst Reuter |                          |
| Fabrikzeile                     | | Fabrikvorstadt           |
| Falkensteinerstraße             | Falkenstein im Vogtland | Moschendorf              |
| Falkenweg                       | Falken, Vogelart | Vogelherd                |
| Fanny-Hensel-Straße             | Fanny Hensel | Münsterviertel           |
| Faunapark                       | | Christiansreuth          |
| Ferdinand-Porsche-Straße        | Ferdinand Porsche | Haidt                    |
| Feuersteig                      | | Vogelherd                |
| Fichtelgebirgsstraße            | Fichtelgebirge | Moschendorf              |
| Finkensteig                     | Finken, Vogelart | Vogelherd                |
| Fischergasse                    | | Altstadt                 |
| Flurweg                         | | Moschendorf              |
| Föhrenweg                       | Föhre, Baumart | Unterkotzau              |
| Forellensteinstraße             | | Hochschulviertel         |
| Forststraße                     | | Jägersruh                |
| Frankenbergweg                  | | Moschendorf              |
| Franz-Schubert-Straße           | Franz Schubert | Münsterviertel           |
| Frauenlobstraße                 | Boot der deutschen Marine, Patenboot der Stadt Hof                                                                                 | Unterkotzau              |
| Friedensstraße                  | | Geigengrund              |
| Friedhofstraße                  | Straße am Moschendorfer Friedhof                                                                                                   | Moschendorf              |
| Friedrich-Friesen-Straße        | Friedrich Friesen | Geigengrund              |
| Friedrich-Hebbel-Straße         | Friedrich Hebbel | Krötenbruck              |
| Friedrich-Naumann-Straße        | Friedrich Naumann | Neuhof                   |
| Friedrich-Rückert-Straße        | Friedrich Rückert | Krötenbruck              |
| Friedrichstraße                 | | Westend                  |
| Fröbelstraße                    | Friedrich Fröbel | Geigengrund              |
| Fuchsweg                        | | Jägersruh                |
| Fudaweg                         | | Wölbattendorf            |
| Fürstensteinstraße              | | Hochschulvtraße          |
| Fuhrmannstraße                  | | Hohensaas                |
| Gabelsbergerstraße              | Franz Xaver Gabelsberger | Hochschulv               |
| Gartenstraße                    | | Neuhof                   |
| Geierleite                      | |                          |
| Geigen                          | |                          |
| Georg-Hacker-Weg                | Georg Hacker |                          |
| Georg-Könitzer-Straße           | Georg Könitzer |                          |
| Gerbergasse                     | Heinrich Gerber |                          |
| Ginsterweg                      | | Jägersruh                |
| Gneisenaustraße                 | August Neidhardt von Gneisenau, preußischer Generalfeldmarschall und Heeresreformer                                                |                          |
| Goethestraße                    | Johann Wolfgang von Goethe | Altstadt                 |
| Gorch-Fock-Straße               | Gorch Fock | Krötenbruck              |
| Gottlieb-Daimler-Straße         | Gottlieb Daimler | Otterberg                |
| Graben                          | | Neustadt                 |
| Graf-Stauffenberg-Straße        | Claus Schenk Graf von Stauffenberg                                                                                                 | Hohensaas                |
| Greizer Straße                  | Straße benannt nach Greiz in Thüringen                                                                                             | Studentenberg            |
| Gumpertsreuth                   | Ortsname | Haidt                    |
| Gumpertsreuther Weg             | Weg zum Ort Gumpertsreuth | Haidt                    |
| Guntherweg                      | Figur aus der Nibelungensage |                          |
| Gustav-Freytag-Straße           | Gustav Freytag, Schriftsteller |                          |
| Güterzufuhrstraße               | Straße mit Zufuhr zu Gütern am Bahnhofskomplex                                                                                     | Otterberg                |
| Gutenbergstraße                 | | Moschendorf              |
| Gymnasiumsplatz                 | Platz am Alten Gymnasium | Neustadt                 |
| Haag                            | | Krötenbruck              |
| Habersteinstraße                | Haberstein (Kösseine), Berg im Fichtelgebirge                                                                                      | Moschendorf              |
| Haderlosgäßlein                 | | Wölbattendorf            |
| Hagenweg                        | Figur aus der Nibelungensage |                          |
| Haidtanger                      | | Haidt                    |
| Haidter Straße                  | Straße zum Gut Haidt | Leimitz                  |
| Haidthöhe                       | | Haidt                    |
| Hallplatz                       | | Altstadt                 |
| Hallstraße                      | | Altstadt                 |
| Hangleite                       | | Otterberg                |
| Hans-Böckler-Straße             | Hans Böckler | Münsterviertel           |
| Hans-Högn-Straße                | Hans Högn, Bürgermeister von 1950 bis 1970                                                                                         | Neuhof                   |
| Hans-Hofner-Straße              | Hans Hofner |                          |
| Hans-Rosenthal-Platz            | Hans Rosenthal |                          |
| Hasenweg                        | | Jägersruh                |
| Hauptbahnhof                    | | Bahnhofsviertel          |
| Hauptmannsweg                   | | Studentenberg            |
| Hauptstraße                     | | Jägersruh                |
| Hausacker                       | | Wölbattendorf            |
| Heideweg                        | | Unterkotzau              |
| Heiligengrabfeldweg             | |                          |
| Heiligengrabstraße              | |                          |
| Heimgartenstraße                | |                          |
| Heimstättenweg                  | | Hohensaas                |
| Heinrich-Egloff-Straße          | |                          |
| Heinrich-Heine-Straße           | Heinrich Heine | Krötenbruck              |
| Henri-Marteau-Straße            | Henri Marteau | Hohensaas                |
| Hermann-Hesse-Straße            | Hermann Hesse |                          |
| Hermann-Jahreis-Straße          | Kommerzienrat Hermann Jahreis | Otterberg                |
| Hermann-Löns-Straße             | Hermann Löns | Krötenbruck              |
| Hermann-und-Bertl-Müller-Straße | Hermann und Bertl Müller, heimatvertriebenes Unternehmerpaar, Stifter und Wohltäter                                                |                          |
| Heuberggrund                    | | Osseck                   |
| Hexengäßchen                    | | Altstadt                 |
| Hildegard-von-Bingen-Weg        | Hildegard von Bingen |                          |
| Hirschberger Straße             | Straße nach Hirschberg (Saale) | Unterkotzau              |
| Hochstraße                      | | Westend                  |
| Hofecker Straße                 | Hofeck | Hofeck                   |
| Hofer Straße                    | | Unterkotzau              |
| Hohe Straße                     | |                          |
| Hohensaas                       | Flurname | Hohensaas                |
| Holunderweg                     | | Jägersruh                |
| Holzwiesenweg                   | |                          |
| Hubertusstraße                  | | Haidt                    |
| Hügelstraße                     | | Otterberg                |
| Hüttenwerkweg                   | |                          |
| Igelweg                         | | Jägersruh                |
| Im Langen Holz                  | Waldgebiet östlich von Jägersruh (Langes Holz)                                                                                     | Jägersruh                |
| Jägerzeile                      | | Fabrikvorstadt           |
| Jahnstraße                      | Friedrich Ludwig Jahn |                          |
| Jakob-Schlemmer-Straße          | Jacob Schlemmer | Fabrikvorstadt           |
| Jaspisstein                     | | Fabrikvorstadt           |
| Jean-Paul-Gäßchen               | Jean Paul | Neustadt                 |
| Jobst-Rüthner-Straße            | | Hochschulviertel         |
| Joditzer Weg                    | Weg nach Joditz | Hofeck                   |
| Joensuustraße                   | Partnerstadt Joensuu | Unterkotzau              |
| Johann-Albrecht-Mintzel-Straße  | Buchdrucker in Hof |                          |
| Johann-Strauss-Straße           | Johann Strauss | Münsterviertel           |
| Johann-Weiß-Straße              | Johann Weiß |                          |
| Johannweg                       | |                          |
| Joseph-Haydn-Straße             | Joseph Haydn | Münsterviertel           |
| Jungholzweg                     | | Wölbattendorf            |
| Junkershöhe                     | | Wölbattendorf            |
| Kammergutweg                    | Kammergut, ehemaliges Gut nahe dem Krötenhof                                                                                       | Krötenbruck              |
| Karlstraße                      | Karl der Große | Neustadt                 |
| Karolinenstraße                 | | Neustadt                 |
| Kirchplatz                      | | Neustadt                 |
| Kirchberg                       | |                          |
| Klösterleinsweg                 | | Hochschulviertel         |
| Klostertor                      | | Neustadt                 |
| Klosterstraße                   | Kloster Hof | Neustadt                 |
| Knollenteichweg                 | Weg nahe dem Knollenteich (Gewässer)                                                                                               | Krötenbruck              |
| Köditzer Hang                   | | Vogelherd                |
| Köditzer Straße                 | Köditz | Vogelherd                |
| Königstraße                     | | Bahnhofsviertel          |
| Kösseinestraße                  | Kösseine | Moschendorf              |
| Kolpingshöhe                    | Adolph Kolping | Otterberg                |
| Konrad-Adenauer-Platz           | Konrad Adenauer, früher Postplatz, Bahnhofsplatz                                                                                   | Altstadt                 |
| Konradsreuther Straße           | frühere Straße nach Konradsreuth                                                                                                   | Krötenbruck              |
| Kornbergstraße                  | Kornberg | Otterberg                |
| Kornhausacker                   | | Hofeck                   |
| Kornhausweg                     | | Hofeck                   |
| Krebsbachgrund                  | Flurname nach dem dort verlaufenden Krebsbach                                                                                      |                          |
| Krebsbachweg                    | Weg am Krebsbach |                          |
| Kreuzbergweg                    | |                          |
| Kreuzsteinstraße                | Kreuz | Altstadt bis Westend     |
| Kriemhildweg                    | Kriemhild |                          |
| Krötenbrucker Straße            | Straße nach Krötenbruck | Moschendorf              |
| Krötenhof                       | Name eines ehemaligen Gutshofes | Krötenbruck              |
| Krötenhofer Weg                 | ehemaliger Weg zum Gut Krötenhof                                                                                                   | Krötenbruck              |
| Kugelwiesenweg                  | | Westendviertel           |
| Kulmbacher Straße               | Kulmbach |                          |
| Kurt-Schumacher-Platz           | Kurt Schumacher | Westend                  |
| Landwehrstraße                  | bayer. Landwehr | Bahnhofsviertel          |
| Lausenhof                       | |                          |
| Layritzstraße                   | Familie Layritz | Fabrikvorstadt           |
| Lehmgrubenweg                   | | Neuhof                   |
| Leimitzbachweg                  | | Fabrikvorstadt           |
| Leimitzer Querfeldweg           | | Leimitz                  |
| Leimitzer Straße                | Straße nach Leimitz |                          |
| Leimitzgrundweg                 | | Fabrikvorstadt           |
| Leon-Gonczarowski-Straße        | Leon Gonczarowski, Gründer der LeGo-Bekleidungswerke und langjähriger Vorsitzender der Israelitischen Kultusgemeinde in Hof, ✝2015 | Moschendorf              |
| Leopoldstraße                   | Leopold von Bayern | Neuhof/Unterkotzau       |
| Lerchenbergstraße               | | Unterkotzau              |
| Lerchenweg                      | Lerchen, Vogelart | Vogelherd                |
| Lessingstraße                   | Gotthold Ephraim Lessing |                          |
| Lettenbachweg                   | Weg nahe dem Lettenbach |                          |
| Liebigstraße                    | Justus von Liebig | Bahnhofsviertel          |
| Lilienthalstraße                | Otto Lilienthal | Münsterviertel           |
| Lindenstraße                    | Linde, Baumart | Fabrikvorstadt           |
| Lionstraße                      | Rudolf Lion |                          |
| Lodaweg                         | |                          |
| Lönerstraße                     | Kaspar Löner |                          |
| Lohholzweg                      | | Wölbattendorf            |
| Longoliusplatz                  | Paul Daniel Longolius | Neustadt                 |
| Lorenzgässchen                  | Gässchen nahe der Lorenzkirche | Altstadt                 |
| Lorenzstraße                    | Laurentius von Rom | Altstadt                 |
| Ludwig-Thoma-Straße             | Ludwig Thoma | Krötenbruck              |
| Ludwig-Uhland-Straße            | Ludwig Uhland | Krötenbruck              |
| Ludwigstraße                    | Ludwig II. (Bayern) | Neustadt                 |
| Luisenburgstraße                | Luisenburg | Otterberg                |
| Luisengasse                     | |                          |
| Luitpoldstraße                  | Luitpold von Bayern | Westend                  |
| Lutherstraße                    | Martin Luther | Hofeck                   |
| Maria-Benda-Straße              | Maria Benda | Rosenbühl                |
| Marie-Curie-Straße              | Marie Curie | Hofeck                   |
| Marienstraße                    | St. Marien (Hof) |                          |
| Martinsreuther Straße           | | Krötenbruck              |
| Matthäusweg                     | Matthäus (Evangelist) |                          |
| Max-Eichhorn-Straße             | Max Eichhorn, Ingenieur und Hobby-Astronom aus und in Hof                                                                          | Münsterviertel           |
| Max-Planck-Straße               | Max Planck |                          |
| Max-Reger-Straße                | Max Reger | Münsterviertel           |
| Max-Rinck-Straße                | |                          |
| Maxgasse                        | | Neustadt                 |
| Maxplatz                        | | Neustadt                 |
| Medlerstraße                    | Nicolaus Medler | Moschendorf              |
| Meiselfelder Straße             | | Hohensaas                |
| Meisenweg                       | Meisen, Vogelart | Vogelherd                |
| Melanchthonstraße               | Philipp Melanchthon | Moschendorf              |
| Mendelssohn-Bartholdy-Straße    | Felix Mendelssohn Bartholdy | Rosenbühl                |
| Michael-Gehringer-Straße        | Prälat Michael Gehringer, Stadtpfarrer an St. Marien (Hof)                                                                         | Krötenbruck              |
| Mittlerer Anger                 | |                          |
| Mödlareuther Weg                | Mödlareuth |                          |
| Mohlabachweg                    | | Wölbattendorf            |
| Mohlagrund                      | | Wölbattendorf            |
| Moltkestraße                    | Helmuth Johannes Ludwig von Moltke                                                                                                 |                          |
| Moritz-Steinhäuser-Weg          | |                          |
| Moschendorfer Straße            | Moschendorf |                          |
| Mozartstraße                    | Wolfgang Amadeus Mozart |                          |
| Mühlberg                        | |                          |
| Mühldamm                        | |                          |
| Mühlstraße                      | |                          |
| Mühlwinkel                      | |                          |
| Münch-Ferber-Straße             | Walther Münch-Ferber |                          |
| Münsterstraße                   | |                          |
| Münsterweg                      | |                          |
| Murringweg                      | Adelsfamilie Murring | Hofeck                   |
| Nailaer Straße                  | Naila | Neuhof                   |
| Neue Gasse                      | |                          |
| Neuhofer Straße                 | Neuhof |                          |
| Neutauperlitzer Weg             | Tauperlitz |                          |
| Nibelungenstraße                | Nibelungen |                          |
| Nikolaus-Decius-Straße          | Nikolaus Decius |                          |
| Nikolaus-Hofmann-Straße         | Nickel Hoffmann |                          |
| Nußhardtstraße                  | Nußhardt, Berg im Fichtelgebirge                                                                                                   |                          |
| Obere Labyrinthstraße           | | Haidt                    |
| Obere Straße                    | |                          |
| Obere Wart                      | |                          |
| Oberer Anger                    | nach der oberen steinernen Brücke über die Saale, heute Friedrich-Ebert-Brücke                                                     |                          |
| Oberer Torplatz                 | Platz am früheren oberen Stadttor                                                                                                  | Altstadt                 |
| Oberer Trappenbergweg           | |                          |
| Oberer Wiesentalweg             | |                          |
| Oberes Tor                      | früheres oberes Stadttor | Altstadt                 |
| Oberkotzauer Straße             | Oberkotzau |                          |
| Oelsnitzer Straße               | Oelsnitz |                          |
| Ogdenstraße                     | Partnerstadt Ogden |                          |
| Okerfeldstraße                  | | Wölbattendorf            |
| Orleanstraße                    | Schlacht von Orléans im Krieg 1870/71                                                                                              | Bahnhofsviertel          |
| Ossecker Straße                 | Osseck, Ortsteil von Hof |                          |
| Ostendstraße                    | | Jägersruh                |
| Ostpreußenstraße                | Ostpreußen | Moschendorf              |
| Ottostraße                      | | Fabrikvorstadt           |
| Paracelsusstraße                | Paracelsus |                          |
| Parsevalstraße                  | August von Parseval |                          |
| Pestalozziplatz                 | Johann Heinrich Pestalozzi | Fabrikvorstadt           |
| Peuntweg                        | |                          |
| Pfaffenteichweg                 | Weg nahe den Pfaffenteichen | Krötenbruck              |
| Pfarr                           | | Altstadt                 |
| Pfarrer-Kneipp-Weg              | Sebastian Kneipp |                          |
| Pfarrhofstraße                  | |                          |
| Pfeilschmidtstraße              | | Moschendorf              |
| Pinzigweg                       | |                          |
| Pirk                            | Pirk, Ortsteil von Hof | Pirk                     |
| Pirker Weg                      | Weg zum Ortsteil Pirk | Wölbattendorf            |
| Plauener Straße                 | Plauen | Haidt                    |
| Pommernstraße                   | Pommern | Moschendorf              |
| Ponyweg                         | | Haidt                    |
| Postplatz                       | → Konrad-Adenauer-Platz; früher Bahnhofsplatz                                                                                      |                          |
| Poststraße                      | |                          |
| Prinzingstraße                  | |                          |
| Prücknerstraße                  | Wolf-Oswald Prückner, Patrizier | Moschendorf              |
| Quellitzweg                     | | Hohensaas                |
| Quetschen                       | Einzel auf der Hohen Saas |                          |
| Quetschenweg                    | Weg zum Gut Quetschen | Vogelherd                |
| Rabensteinerstraße              | Rabensteiner zu Döhlau, fränkisches Adelsgeschlecht                                                                                | Moschendorf              |
| Rähmberg                        | | Altstadt                 |
| Rauschenbachstraße              | | Rauschenbach             |
| Realschulgäßchen                | |                          |
| Regnitzstraße                   | Straße nahe der nördlichen Regnitz                                                                                                 | Unterkotzau              |
| Reinhartstraße                  | Johann Christian Reinhart |                          |
| Reiterweg                       | | Haidt                    |
| Richard-Wagner-Straße           | Richard Wagner |                          |
| Ringstraße                      | | Unterkotzau              |
| Ritter-v.-Münch-Straße          | |                          |
| Rittergasse                     | |                          |
| Robert-Koch-Straße              | Robert Koch |                          |
| Robischbachweg                  | | Wölbattendorf            |
| Rödelswäldchen                  | | Haidt                    |
| Röntgenstraße                   | Wilhelm Conrad Röntgen | Krötenbruck              |
| Rohloffweg                      | |                          |
| Roonstraße                      | Albrecht von Roon, preußischer Generalfeldmarschall                                                                                | Bahnhofsviertel          |
| Rosa-Opitz-Platz                | Rosa Opitz, 2001 verstorbene Widerstandskämpferin                                                                                  |                          |
| Rosenbühl                       | |                          |
| Rosenbühler Weg                 | |                          |
| Rosenweg                        | Rosen, Pflanzengattung der Familie der Rosengewächse                                                                               | Unterkotzau              |
| Rudolf-Diesel-Straße            | Rudolf Diesel |                          |
| Rupprechtstraße                 | Kronprinz Rupprecht von Bayern, Generalfeldmarschall                                                                               | Münsterviertel           |
| Saalestraße                     | Saale | Unterkotzau              |
| Saalleitenweg                   | |                          |
| Sand                            | |                          |
| Scharnhorststraße               | Gerhard von Scharnhorst, preußischer Generalleutnant                                                                               |                          |
| Schauflerweg                    | | Münsterviertel           |
| Schaumberggrund                 | | Moschendorf              |
| Schaumbergstraße                | | Moschendorf              |
| Schellenbergstraße              | | Hofeck                   |
| Schellenbergweg                 | | Neuhof                   |
| Schiessgraben                   | |                          |
| Schillerstraße                  | Friedrich Schiller |                          |
| Schlagbaum                      | Schlagbaum | Theresienstein           |
| Schlehenweg                     | | Jägersruh                |
| Schleizer Straße                | Schleiz |                          |
| Schlesierweg                    | Schlesier | Krötenbruck              |
| Schloßgasse                     | Gasse beim ehemaligen Hofer Schloss                                                                                                | Neustadt                 |
| Schloßhof                       | Straße beim ehemaligen Hofer Schloss                                                                                               | Neustadt                 |
| Schloßplatz                     | Platz vor dem ehemaligen Hofer Schloss                                                                                             | Neustadt                 |
| Schloßstraße                    | | Hofeck                   |
| Schloßweg                       | Straße zum Schloss Hofeck | Hofeck                   |
| Schneebergstraße                | Schneeberg (Fichtelgebirge) | Moschendorf              |
| Schollenteichstraße             | | Anspann                  |
| Schützenstraße                  | |                          |
| Schützenweg                     | Schützenverein |                          |
| Schulstraße                     | Ansässige Grundschule Krötenbruck                                                                                                  | Krötenbruck              |
| Schultor                        | | Neustadt                 |
| Schwalbenweg                    | Schwalben, Vogelart | Vogelherd                |
| Sedanstraße                     | Schlacht von Sedan im Krieg 1870/71                                                                                                | Bahnhofsviertel          |
| Seligenweg                      | |                          |
| Siebenbürgenstraße              | Siebenbürgen | Moschendorf              |
| Siegfriedweg                    | Siegfried der Drachentöter |                          |
| Sigmundsgraben                  | | Neustadt/Untere Vorstadt |
| Silberbergstraße                | |                          |
| Sonnenplatz                     | | Altstadt                 |
| Sophienberg                     | |                          |
| Sophienstraße                   | | Bahnhofsviertel          |
| Sperlingsgasse                  | | Vogelherd                |
| St.-Lukas-Weg                   | Lukas (Evangelist) |                          |
| Starenweg                       | | Vogelherd                |
| Stein                           | |                          |
| Steinbergstraße                 | |                          |
| Steinweg                        | |                          |
| Stelzenhof                      | Stelzenhof | Moschendorf              |
| Stelzenhofstraße                | | Moschendorf              |
| Stephanstraße                   | Stephanus |                          |
| Stöckingweg                     | |                          |
| Storchenweg                     | | Vogelherd                |
| Streitbergerweg                 | Johann Streitberger |                          |
| Sudetenstraße                   | Sudetenland | Moschendorf              |
| Südring                         | | Krötenbruck              |
| Talstraße                       | | Wölbattendorf            |
| Tannenweg                       | | Otterberg                |
| Taubenweg                       | | Vogelherd                |
| Tauperlitzer Weg                | Tauperlitz |                          |
| Teichweg                        | |                          |
| Teubeliusweg                    | Heinrich Teubelius, Geistlicher und Superintendent                                                                                 | Hofeck                   |
| Theaterstraße                   | Theater Hof |                          |
| Theodor-Fontane-Straße          | Theodor Fontane |                          |
| Theodor-Körner-Straße           | Theodor Körner (Schriftsteller) | Krötenbruck              |
| Theodor-Storm-Straße            | Theodor Storm | Krötenbruck              |
| Theodor-Wilhelm-Schmid-Straße   | Theodor Wilhelm Schmid, Hofer Firmengründer                                                                                        | Gattendorf               |
| Theresienstein                  | Theresienstein | Theresienstein           |
| Theresienstraße                 | |                          |
| Thierauf-Straße                 | |                          |
| Thomas-Dachser-Straße           | Thomas Dachser |                          |
| Thomas-Schneider-Straße         | |                          |
| Thomasstraße                    | Baurat – Theresienstein mit Thomashöhe und Gedenkstein                                                                             |                          |
| Thüringer Straße                | |                          |
| Töpfergrubenweg                 | |                          |
| Torhausstraße                   | |                          |
| Trappenbergweg                  | |                          |
| Trogener Weg                    | Trogen | Haidt                    |
| Tulpenweg                       | Tulpen | Unterkotzau              |
| Uferstraße                      | Straße verläuft am Ufer der sächsischen Saale                                                                                      |                          |
| Untere Labyrinthstraße          | | Haidt                    |
| Untere Wart                     | |                          |
| Unterer Berg                    | | Wölbattendorf            |
| Unteres Tor                     | Ort des ehemaligen unteren Stadttores                                                                                              |                          |
| Unterkotzauer Weg               | Unterkotzau |                          |
| Uteweg                          | Figur aus der Nibelungensage |                          |
| Verdistraße                     | Giuseppe Verdi |                          |
| Viceburgstraße                  | | Anspann                  |
| Viktor-v.-Scheffel-Straße       | Joseph Victor von Scheffel |                          |
| Villeneuve-la-Garenne-Straße    | Partnerstadt Villeneuve-la-Garenne                                                                                                 | Unterkotzau              |
| Vogelherder Straße              | | Vogelherd                |
| Von-der-Tann-Straße             | Ludwig von der Tann-Rathsamhausen                                                                                                  | Westend                  |
| Von-Ketteler-Weg                | Wilhelm Emmanuel von Ketteler, „Arbeiterbischof“, Gründer der Katholischen Arbeitnehmer-Bewegung                                   |                          |
| Von-Mann-Straße                 | Carl von Mann, Bürgermeister von 1883 bis 1903                                                                                     |                          |
| Von-Welden-Straße               | |                          |
| Vorstadt                        | | Vorstadt                 |
| Walburgerweg                    | Stadtapotheker Walburger, Autor eines überlieferten historischen Hausbuches                                                        | Hochschulviertel         |
| Waldsteinstraße                 | Waldstein | Moschendorf              |
| Waldstraße                      | Wald | Otterberg                |
| Walter-Flex-Straße              | Walter Flex | Krötenbruck              |
| Wartleite                       | |                          |
| Wartturmweg                     | Wartturm |                          |
| Weberstraße                     | Weber |                          |
| Weidigweg                       | | Jägersruh                |
| Weidmannsweg                    | Weidmann, Synonym für den Jäger | Jägersruh                |
| Weißdornweg                     | Weißdorn, eine Pflanzengattung der Kernobstgewächse                                                                                | Jägersruh                |
| Weißenburgstraße                | Weißenburg im Elsass, nach der Schlacht bei Weißenburg                                                                             | Bahnhofsviertel          |
| Westendstraße                   | Westend | Westend                  |
| Wieselweg                       | Wiesel, Raubtierarten der Gattung Mustela                                                                                          | Jägersruh                |
| Wiesentalweg                    | |                          |
| Wilhelm-Busch-Straße            | Wilhelm Busch |                          |
| Wilhelm-Kohlhoff-Straße         | Wilhelm Kohlhoff |                          |
| Wilhelm-Löhe-Straße             | Wilhelm Löhe |                          |
| Wilhelm-Maybach-Straße          | Wilhelm Maybach |                          |
| Wilhelm-Raabe-Straße            | Wilhelm Raabe |                          |
| Wilhelmstraße                   | Kaiser Wilhelm |                          |
| Willy-Brandt-Allee              | Willy Brandt |                          |
| Windmühlenweg                   | |                          |
| Wirthstraße                     | Johann Georg August Wirth |                          |
| Wittelsbacher Park              | Wittelsbach, Adelsgeschlecht der bayerischen Könige                                                                                |                          |
| Wölbattendorfer Weg             | alter Weg zum Ortsteil Wölbattendorf                                                                                               |                          |
| Wolf-Weil-Straße                | Wolf Weil, Holocaust-Überlebender und langjähriger Vorsitzender der Israelitischen Kultusgemeinde Hof                              | Hohensaas                |
| Wörthstraße                     | Wörth im Elsass, nach der Schlacht bei Wörth im Krieg 1870/71                                                                      |                          |
| Wunsiedler Straße               | Wunsiedel |                          |
| Yorckstraße                     | Ludwig Yorck von Wartenburg, preußischer Generalfeldmarschall                                                                      | Münsterviertel           |
| Zedtwitzer Straße               | Straße nach Zedtwitz | Unterkotzau              |
| Zeisigweg                       | Zeisig, Vogelart | Vogelherd                |
| Zeppelinstraße                  | Ferdinand von Zeppelin |                          |
| Ziegelackerstraße               | | Hofeck                   |
| Ziegelackerweg                  | | Hofeck                   |
| Ziegeleiweg                     | Ehemalige Ziegelei, die dort ansässig war                                                                                          | Krötenbruck              |
| Zobelsreuther Straße            | | Krötenbruck              |
| Zur Erlalohe                    | Erlalohe |                          |
|                                 | |                          |

## Problematische Straßennamen
- Jahnstraße: Die politische Haltung Jahns führte auch in Hof zu Diskussionen über eine mögliche Umbenennung.